# Jeux olympiques de la jeunesse d'hiver de 2016
Les Jeux olympiques de la jeunesse d'hiver 2016, officiellement connus comme les IIes Jeux olympiques de la jeunesse d'hiver, ont lieu à Lillehammer en Norvège du 12 au 21 février 2016.
Unique candidate, Lillehammer est désignée officiellement comme ville organisatrice des Jeux le 7 décembre 2011.

## Sélection de la ville hôte
Ville hôte des Jeux olympiques d'hiver de 1994, Lillehammer avait déjà posé sa candidature pour les Jeux olympiques de la jeunesse d'hiver de 2012 mais n'avait pas été élue. 
Après avoir consulté les autorités norvégiennes nationales et régionales et obtenu leur accord, le Comité olympique norvégien a finalement soumis la candidature de la ville au CIO pour l'édition suivante, en 2016. Les villes de 
Lake Placid, Lucerne, Saragosse et Sofia avaient toutes exprimé leur intérêt pour soumettre leurs candidatures mais ne les ont finalement pas posées,,,,,.
Le 7 décembre 2011, le Comité international olympique sélectionne Lillehammer en tant que ville hôte des Jeux olympiques de la jeunesse d'hiver de 2016.

## Organisation

### Budget et comité d'organisation
Le budget prévisionnel de ces JOJ, annoncé lors de la phase de candidature, était d'environ 64 millions de dollars américains (soit 49 millions d'euros de l'époque), apportés pour moitié par les autorités publiques,. Le budget final fut de 65 millions d'euros, répartis entre la construction du village olympique de la jeunesse (31 millions d'euros) et le budget opérationnel de 34 millions d'euros.
Le Comité d'organisation des Jeux olympiques de la jeunesse de Lillehammer (Lillehammer Youth Olympic Games Organising Committee, ou LYOCOG en anglais) était présidé par Siri Hatlen.

### Marketing
L'emblème des JOJ reprend la charte graphique de éditions précédentes, à savoir un logo composé du nom le la ville hôte surmontant l'emblème des Jeux olympiques de la jeunesse. Le logo a été créé par quatre étudiantes de l'Université de Gjøvik (en), nommées Marianne Ågotnes, Anja Rullestad, Marte Stensrud et Live Andrea Sulheim.

### Mascotte
La mascotte des Jeux, Sjogg, est nommée en référence à la neige, principal élément des sports d'hiver avec la glace. Elle a été dévoilée à l'issue d'un concours organisé sur internet. La version finale de la mascotte a subi des modifications par rapport à la version soumise par la jeune gagnante de ce concours.

## La flamme olympique
Après avoir été allumée comme le veut la tradition de l'Olympisme au stade panathénaïque d'Athènes le 1er décembre 2015, la flamme olympique de la jeunesse est relayée sur le territoire norvégien dès le 11 janvier 2016. Le relais débute dans la ville d'Alta et se termine comme en 1994 dans l'enceinte des tremplins de Lysgårds. La vasque olympique est allumée lors de la cérémonie d'ouverture par la princesse Ingrid Alexandra de Norvège, fille du prince héritier Haakon, qui lui avait allumé la vasque des JO de 1994.
Différente de celle de 1994, la vasque qui brûle durant les JOJ est située dans le Sjogg Park et est éteinte lors de la cérémonie de clôture.

## Les Jeux

### Calendrier
|  | Cérémonies |  | Jour de compétition |  | Jour de finale | 4 | Nombre de finales |

| Calendrier général des Jeux olympiques de la jeunesse d'hiver de 2016 | Calendrier général des Jeux olympiques de la jeunesse d'hiver de 2016 | Calendrier général des Jeux olympiques de la jeunesse d'hiver de 2016 | Calendrier général des Jeux olympiques de la jeunesse d'hiver de 2016 | Calendrier général des Jeux olympiques de la jeunesse d'hiver de 2016 | Calendrier général des Jeux olympiques de la jeunesse d'hiver de 2016 | Calendrier général des Jeux olympiques de la jeunesse d'hiver de 2016 | Calendrier général des Jeux olympiques de la jeunesse d'hiver de 2016 | Calendrier général des Jeux olympiques de la jeunesse d'hiver de 2016 | Calendrier général des Jeux olympiques de la jeunesse d'hiver de 2016 | Calendrier général des Jeux olympiques de la jeunesse d'hiver de 2016 | Calendrier général des Jeux olympiques de la jeunesse d'hiver de 2016 | Calendrier général des Jeux olympiques de la jeunesse d'hiver de 2016 |
| Février 2016                                                          | Février 2016                                                          | Février 2016                                                          | 12                                                                    | 13                                                                    | 14                                                                    | 15                                                                    | 16                                                                    | 17                                                                    | 18                                                                    | 19                                                                    | 20                                                                    | 21                                                                    |
| --------------------------------------------------------------------- | --------------------------------------------------------------------- | --------------------------------------------------------------------- | --------------------------------------------------------------------- | --------------------------------------------------------------------- | --------------------------------------------------------------------- | --------------------------------------------------------------------- | --------------------------------------------------------------------- | --------------------------------------------------------------------- | --------------------------------------------------------------------- | --------------------------------------------------------------------- | --------------------------------------------------------------------- | --------------------------------------------------------------------- |
| Cérémonies                                                            | Cérémonies                                                            |                                                                       | O                                                                     |                                                                       |                                                                       |                                                                       |                                                                       |                                                                       |                                                                       |                                                                       |                                                                       | C                                                                     |
| Biathlon                                                              | Biathlon                                                              |                                                                       |                                                                       |                                                                       | 2                                                                     | 2                                                                     |                                                                       | 1                                                                     |                                                                       |                                                                       |                                                                       | 1                                                                     |
| Bobsleigh                                                             | Bobsleigh                                                             |                                                                       |                                                                       |                                                                       |                                                                       |                                                                       |                                                                       |                                                                       |                                                                       |                                                                       | 2                                                                     |                                                                       |
| Combiné nordique                                                      | Combiné nordique                                                      |                                                                       |                                                                       |                                                                       |                                                                       |                                                                       | 1                                                                     |                                                                       |                                                                       | 1                                                                     |                                                                       |                                                                       |
| Curling                                                               | Curling                                                               |                                                                       |                                                                       |                                                                       |                                                                       |                                                                       |                                                                       | 1                                                                     |                                                                       |                                                                       |                                                                       | 1                                                                     |
| Hockey sur glace                                                      | Hockey sur glace                                                      |                                                                       |                                                                       |                                                                       |                                                                       |                                                                       | 1                                                                     |                                                                       | 1                                                                     |                                                                       |                                                                       | 2                                                                     |
| Luge                                                                  | Luge                                                                  |                                                                       |                                                                       |                                                                       | 1                                                                     | 2                                                                     | 1                                                                     |                                                                       |                                                                       |                                                                       |                                                                       |                                                                       |
| Patinage artistique                                                   | Patinage artistique                                                   |                                                                       |                                                                       |                                                                       |                                                                       | 2                                                                     | 2                                                                     |                                                                       |                                                                       |                                                                       | 1                                                                     |                                                                       |
| Patinage de vitesse                                                   | Patinage de vitesse                                                   |                                                                       |                                                                       | 2                                                                     |                                                                       | 2                                                                     |                                                                       | 1                                                                     |                                                                       | 2                                                                     |                                                                       |                                                                       |
| Patinage de vitesse sur piste courte                                  | Patinage de vitesse sur piste courte                                  |                                                                       |                                                                       |                                                                       | 2                                                                     |                                                                       | 2                                                                     |                                                                       |                                                                       |                                                                       | 1                                                                     |                                                                       |
| Saut à ski                                                            | Saut à ski                                                            |                                                                       |                                                                       |                                                                       |                                                                       |                                                                       | 2                                                                     |                                                                       | 1                                                                     |                                                                       |                                                                       |                                                                       |
| Skeleton                                                              | Skeleton                                                              |                                                                       |                                                                       |                                                                       |                                                                       |                                                                       |                                                                       |                                                                       |                                                                       | 2                                                                     |                                                                       |                                                                       |
| Ski acrobatique                                                       | Ski acrobatique                                                       |                                                                       |                                                                       |                                                                       | 2                                                                     | 2                                                                     |                                                                       |                                                                       |                                                                       | 2                                                                     |                                                                       |                                                                       |
| Ski alpin                                                             | Ski alpin                                                             |                                                                       |                                                                       | 2                                                                     | 2                                                                     |                                                                       | 1                                                                     | 1                                                                     | 1                                                                     | 1                                                                     | 1                                                                     |                                                                       |
| Ski de fond                                                           | Ski de fond                                                           |                                                                       |                                                                       | 2                                                                     |                                                                       |                                                                       | 2                                                                     |                                                                       | 2                                                                     |                                                                       |                                                                       |                                                                       |
| Snowboard                                                             | Snowboard                                                             |                                                                       |                                                                       |                                                                       | 2                                                                     | 2                                                                     | 1                                                                     |                                                                       |                                                                       | 2                                                                     |                                                                       |                                                                       |
| Février 2016                                                          | Février 2016                                                          | Février 2016                                                          | 12                                                                    | 13                                                                    | 14                                                                    | 15                                                                    | 16                                                                    | 17                                                                    | 18                                                                    | 19                                                                    | 20                                                                    | 21                                                                    |

|  | Cérémonies |  | Jour de compétition |  | Jour de finale | 4 | Nombre de finales |

### Nations participantes
71 nations participent à ces Jeux olympiques de la jeunesse, soit deux de plus qu'à la précédente édition et quatre de plus qu'aux Jeux olympiques d'hiver de 1994 se déroulant au même endroit.
Sept pays font leurs débuts à ces jeux d'hiver : la Colombie, Israël, la Jamaique, le Kenya, la Malaisie, le Portugal et le Timor oriental. Six pays qui étaient présents lors des précédents jeux ne participent pas à cette édition: l'Érythrée, les Îles Caïmans, le Maroc, l'Ouzbékistan, le Pérou et les Philippines.
Le nombre de compétiteurs est indiqué entre parenthèses.
- Afrique du Sud (1)
- Allemagne (44)
- Andorre (2)
- Argentine (9)
- Arménie (2)
- Australie (17)
- Autriche (35)
- Belgique (9)
- Biélorussie (16)
- Bosnie-Herzégovine (5)
- Brésil (10)
- Bulgarie (12)
- Canada (54)[17]
- Chili (8)
- Chine (23)
- Colombie (1)
- Corée du Sud (30)
- Croatie (7)
- Chypre (1)
- Danemark (4)
- Espagne (6)
- Estonie (17)
- États-Unis (62)
- Finlande (42)
- France (32)
- Géorgie (2)
- Grande-Bretagne (16)
- Grèce (3)
- Hongrie (15)
- Inde (1)
- Iran (2)
- Irlande (1)
- Islande (3)
- Israël (2)
- Italie (37)
- Jamaïque (1)
- Japon (31)
- Kazakhstan (17)
- Kenya (1)
- Kirghizistan (1)
- Lettonie (16)
- Liban (2)
- Liechtenstein (2)
- Lituanie (10)
- Luxembourg (1)
- Macédoine (2)
- Malaisie (1)
- Mexique (2)
- Moldavie (2)
- Monaco (1)
- Mongolie (2)
- Monténégro (2)
- Népal (1)
- Nouvelle-Zélande (11)
- Norvège (73)
- Pays-Bas (13)
- Pologne (21)
- Pologne (2)
- République tchèque (43)
- Roumanie (22)
- Russie (72)
- Saint-Marin (1)
- Serbie (3)
- Slovaquie (33)
- Slovénie (19)
- Suède (39)
- Suisse (48)
- Taipei chinois (4)
- Timor oriental (1)
- Turquie (13)
- Ukraine (23)

## Sites de compétition

### Lillehammer

#### Stampesletta
- Kristins Hall / Youth Hall : Curling, hockey sur glace
- Tremplins de Lysgårds : Combiné nordique, Saut à ski
- Stade de ski de Birkebeineren : Biathlon, ski de fond

### Hafjell
- Lillehammer Olympic Bobsleigh and Luge Track : Bobsleigh, Skeleton, Luge
- Lillehammer Olympic Alpine Centre : Ski alpin, ski acrobatique, ski cross, snowboard

### Hamar
- Hamar OL-Amfi : Patinage artistique
- Hamar Olympic Hall : Patinage de vitesse

### Gjøvik
- Patinoire olympique de Gjøvik : Patinage de vitesse sur piste courte

### Oslo
- Oslo Vinterpark Halfpipe : Ski acrobatique - Ski halfpipe, Halfpipe (snowboard)

## Tableau des médailles
Le classement de ce tableau est basé sur l'information donnée par le Comité international olympique (CIO). Par défaut, ce classement est ordonné par le nombre de médailles d'or d'athlètes d'un pays, puis sont pris ensuite en considération le nombre de médailles d'argent. Si une égalité persiste, on regarde le nombre de médailles de bronze. S'il y a encore une égalité, on range par ordre alphabétique.
- Pays organisateur (Norvège)

| Rang  | Nation             | Or | Argent | Bronze | Total |
| ----- | ------------------ | -- | ------ | ------ | ----- |
| 1     | États-Unis         | 10 | 6      | 0      | 16    |
| 2     | Corée du Sud       | 10 | 3      | 3      | 16    |
| 3     | Russie             | 7  | 8      | 9      | 24    |
| 4     | Allemagne          | 7  | 7      | 8      | 22    |
| 5     | Norvège            | 4  | 9      | 6      | 19    |
| —     | Équipes mixtes     | 4  | 4      | 5      | 13    |
| 6     | Suisse             | 4  | 3      | 4      | 11    |
| 7     | Chine              | 3  | 5      | 2      | 10    |
| 8     | Canada             | 3  | 2      | 1      | 7     |
| 9     | Suède              | 3  | 2      | 0      | 5     |
| 10    | Slovénie           | 3  | 0      | 2      | 5     |
| 11    | Japon              | 2  | 4      | 0      | 6     |
| 12    | Autriche           | 2  | 3      | 5      | 10    |
| 13    | France             | 2  | 1      | 4      | 7     |
| 14    | Grande-Bretagne    | 2  | 0      | 2      | 4     |
| 15    | Italie             | 1  | 2      | 6      | 9     |
| 16    | Lettonie           | 1  | 1      | 0      | 2     |
| 19    | Roumanie           | 1  | 0      | 0      | 1     |
| 19    | Ukraine            | 1  | 0      | 0      | 1     |
| 21    | Australie          | 0  | 3      | 1      | 4     |
| 22    | République tchèque | 0  | 2      | 2      | 4     |
| 23    | Finlande           | 0  | 1      | 5      | 6     |
| 24    | Hongrie            | 0  | 1      | 1      | 2     |
| 24    | Nouvelle-Zélande   | 0  | 1      | 1      | 2     |
| 26    | Belgique           | 0  | 1      | 0      | 1     |
| 26    | Slovaquie          | 0  | 1      | 0      | 1     |
| 27    | Kazakhstan         | 0  | 0      | 2      | 2     |
| 28    | Bulgarie           | 0  | 0      | 1      | 1     |
| 28    | Pays-Bas           | 0  | 0      | 1      | 1     |
| Total | Total              | 70 | 70     | 70     | 210   |

## Médias
En France, la diffusion des épreuves olympiques se déroule sur L'Équipe 21 tandis que la cérémonie d'ouverture de ces JOJ est retransmise sur France 4. Celle-ci diffuse également un magazine quotidien durant la période de ces Jeux.